# Piper amoenum
Piper amoenum är en pepparväxtart som beskrevs av Truman George Yuncker. Piper amoenum ingår i släktet Piper och familjen pepparväxter. Inga underarter finns listade i Catalogue of Life.